# فريق ليما ليما
فريق ليما ليما للطيران، (بالإنجليزية: Lima Lima Flight Team)‏. هو فريق تظاهرة دقيق التشكيل في نابرفيل ، إلينوي.

## خلفية تاريخية
نشأ الفريق في الضواحي الغربية لشيكاغو. ضمن 100 منزل متصل بمدربيها عبر الممرات المؤجرة خلف المنازل. لا يزال نادي الطيران الأصلي (مينتور فلايرز، إنك) الذي أنتج فريق ليما ليما موجوداً في LL-10 ، لكن الأعضاء المؤسسين الذين عاشوا هناك انتقلوا منذ ذلك الحين، والفريق الآن فريق وطني حقيقي، مع أعضاء في إلينوي، أوهايو ، كاليفورنيا ، وفلوريدا.